# 百木ゆう子
百木 ゆう子（ももき ゆうこ、1967年12月15日 - ）は、日本のエステティシャン。「ボディリゾート モカ」マネージャー兼フェイス＆ボディクリエーター、日本美容技術者協会代表、統合美療師（民間資格）、日本エステティック協会正会員、AEAエステティック業協会インターナショナルエステティシャン（民間資格）。

## 来歴
東京都出身。東京文化短期大学（現・新渡戸文化短期大学）在学中に教員免許を取得する。
短大を卒業後、スポーツクラブのスイミングインストラクター、鍼灸整骨院治療助手、クリニック助手を経て26歳で独立。1995年、江戸川区船堀に「リラクゼーションスタジオMAC」（後の「ボディリゾート モカ」）をオープンする。
「顔骨リセット」という百木オリジナルの小顔フェイシャルがあり、いくつかのテレビ番組でそれらを披露している。
夫は鍼灸師の百木彰彦。一般社団法人日本美容鍼灸協会で副代表理事。
（美容師養成施設を卒業していなければ、美容師免許を取得していない）

## 講演
- 2014-2017ミス・ユニバース・ジャパン ファイナリストへのビューティキャンプ講師
- 2019- ミス・ジャパン・ファイナリストへのビューティキャップ講師
- 2014福岡ビューティービジネスショー 講演
- セルフで出来る！顔骨リセットセミナー（不定期）
- 2015- 美容女子会（女性美容関係者のみのセミナー）
- 日本美容技術者協会主催セミナー（プロ美容家向けセミナー 月例）

## 著書
- 顔骨リセットセラピー（2011年、リンケージワークス、ISBN 978-4-905095-03-3）
- 顔骨リセットフェイシャルDVDブック（2012年、リンケージワークス、ISBN 978-4-905095-05-7）
- まるごと一冊 ほうれい線ケア（2013年、リンケージワークス、ISBN 978-4-905095-09-5） - 監修：百木彰彦
- Amazon Kindle たったの5分で小顔になれる 顔骨リセットセラピー（2014年、ゴマブックス）
- 新装版 勾玉かっさビューティー（2015年、リンケージワークス、ISBN 978-4-905095-30-9）
- 新装版 顔骨リセット＆かっさプレート小顔（2015年、リンケージワークス、ISBN 978-4-905095-31-6）